# 卡梅尼察峰 (皮林山脈)
41°41′03.83″N 23°29′18.04″E / 41.6843972°N 23.4883444°E

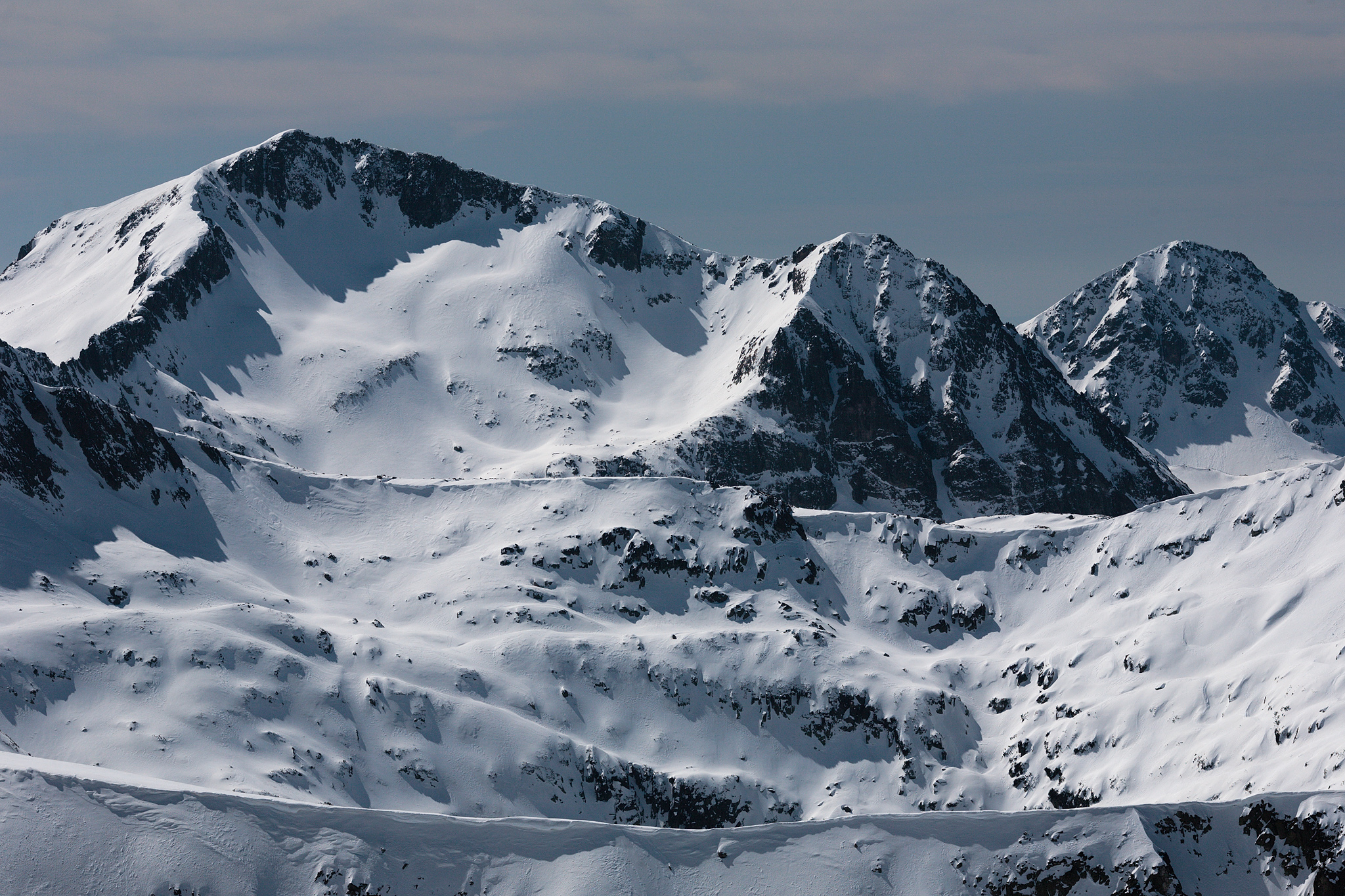

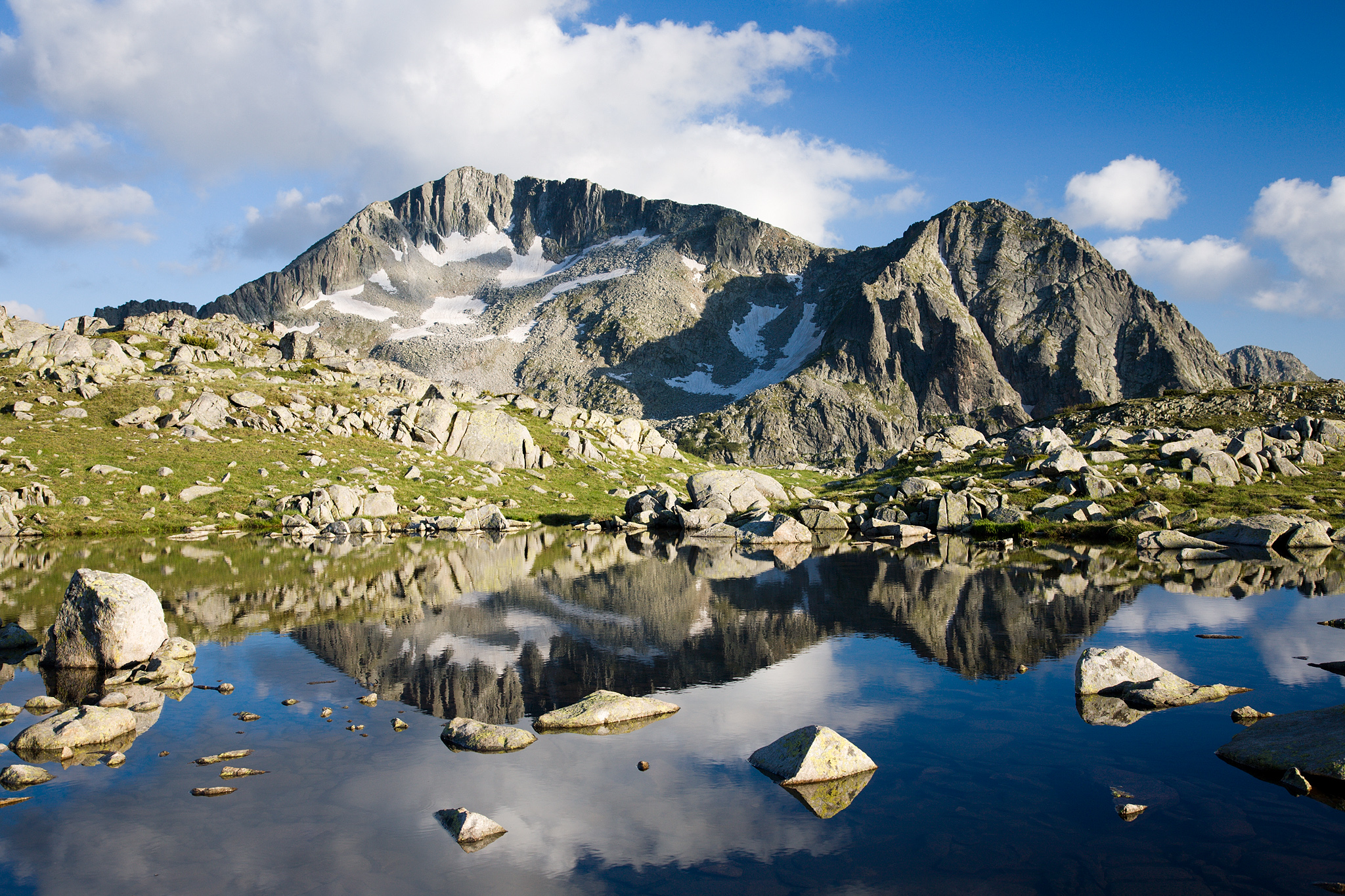

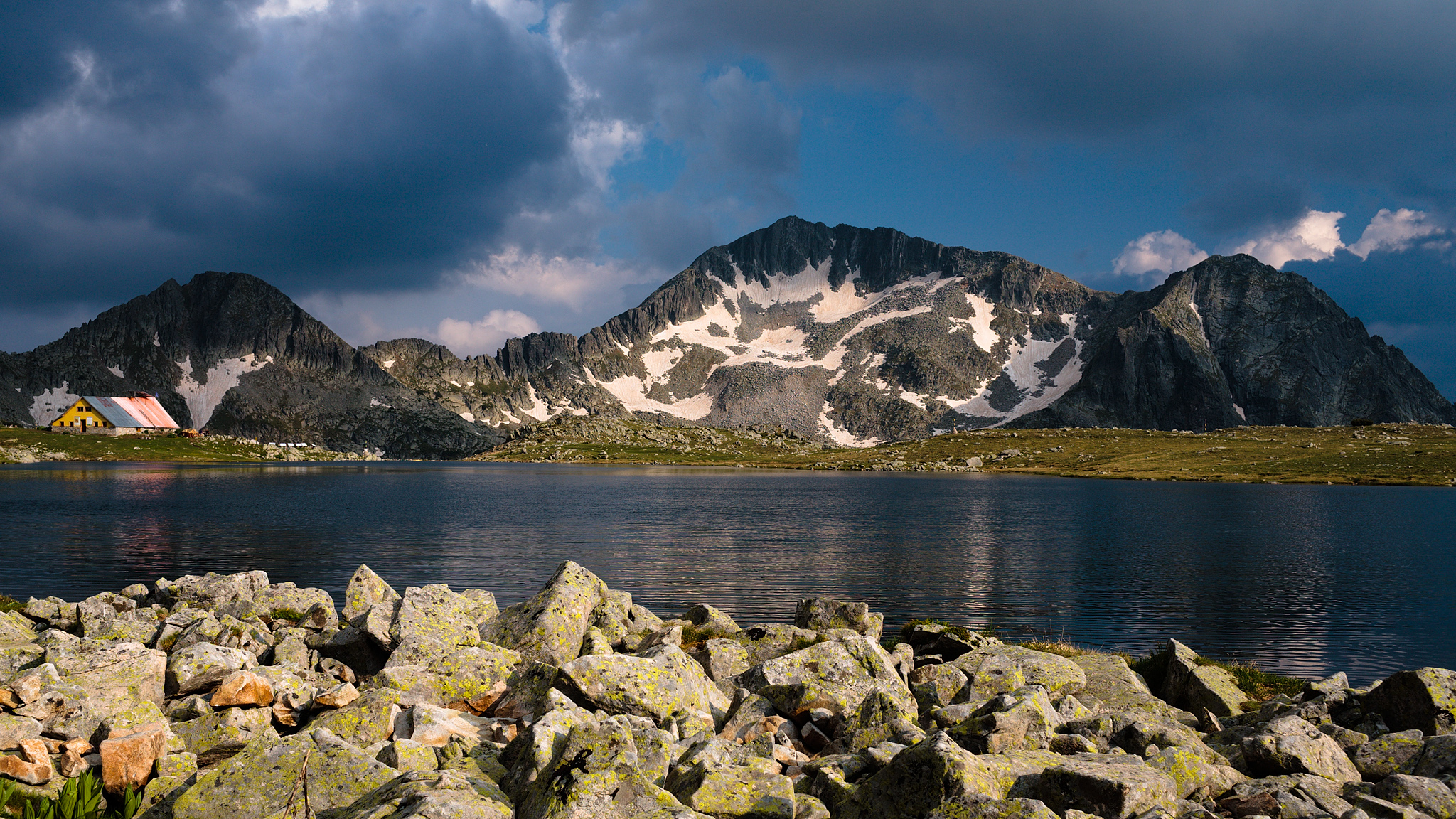

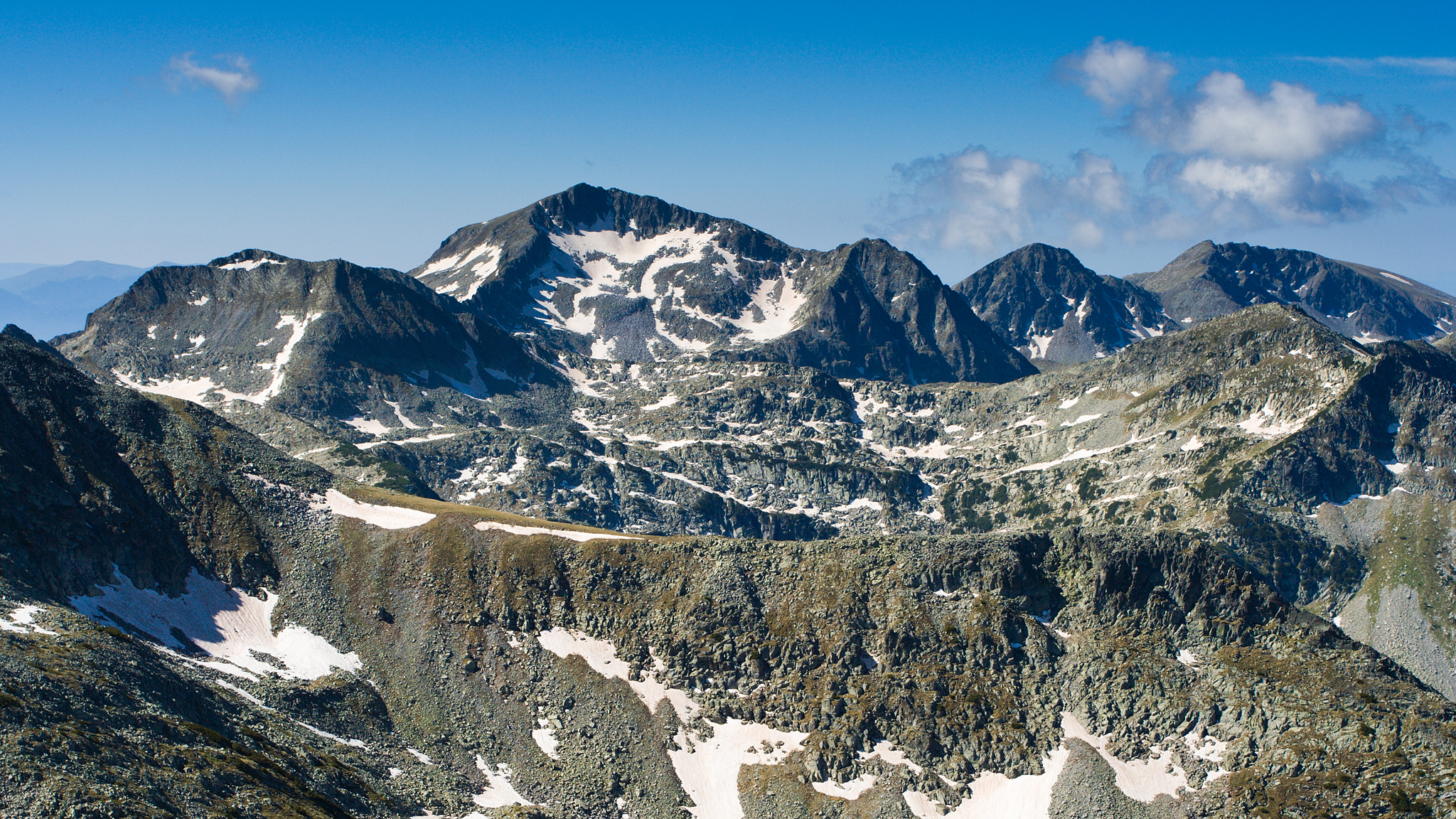

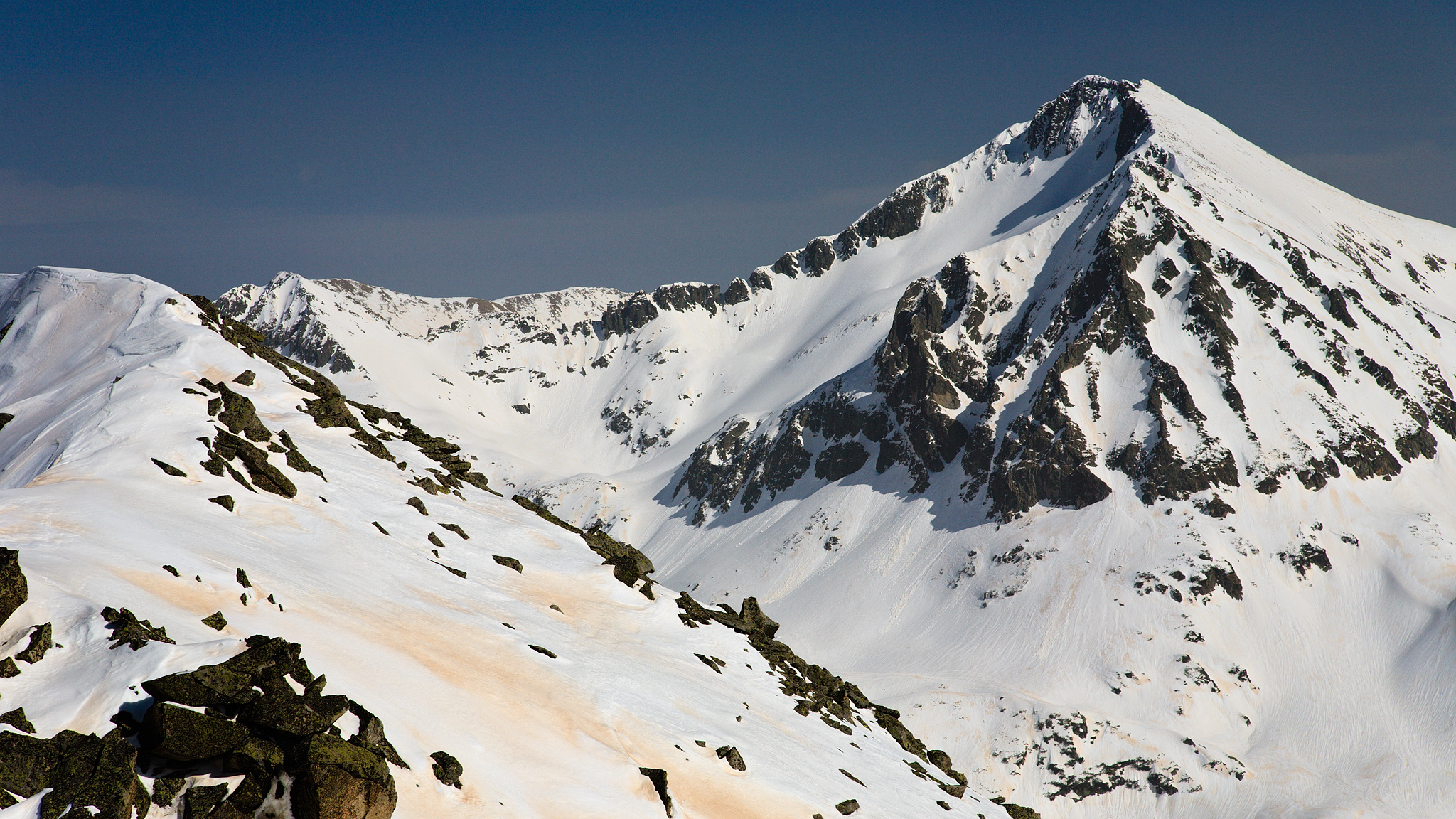

卡梅尼察峰是保加利亞的山峰，位於該國西南部，處於布拉戈耶夫格勒州，屬於皮林山脈的一部分，海拔高度2,822米，是該山脈第五高峰。